# Liste der Monuments historiques in Boucheporn
Die Liste der Monuments historiques in Boucheporn führt die Monuments historiques in der französischen Gemeinde Boucheporn auf.

## Liste der Bauwerke
| Bezeichnung | Beschreibung | Standort               | Kennzeichnung | Schutzstatus | Datum | Bild           |
| ----------- | ------------ | ---------------------- | ------------- | ------------ | ----- | -------------- |
| Beinhaus    | 1846 erbaut  | Rue de l’Église (Lage) | PA00106739    | Inscrit      | 1987  | weitere Bilder |

## Liste der Objekte
| Bezeichnung | Beschreibung               | Standort                     | Kennzeichnung | Schutzstatus | Datum | Bild |
| ----------- | -------------------------- | ---------------------------- | ------------- | ------------ | ----- | ---- |
| Retabel     | Kalkstein, 15. Jahrhundert | in der Kirche St-Rémi (Lage) | PM57000018    | Classé       | 1977  |      |